# 面包与自由
《面包与自由》（法語：La Conquête du Pain，羅馬化：Khleb i volja，现拼为，或译《面包略取》），是一部由俄罗斯無政府共產主義哲学家彼得·阿列克谢耶维奇·克鲁泡特金写于1892年的书籍。该书最早以一系列法语文章的形式刊登于《革命》，随后于1892年至1894年间又以一系列英文文章的形式刊登于克鲁泡特金与他人于伦敦合办的报纸《自由》上。该书第一版前言由雷克吕斯所作。
在这部作品中，克鲁泡特金指出了他所认为的封建制度和资本主义经济体系的缺陷，以及为什么他认为这两种制度通过保持貧窮和稀缺的存在得以繁荣发展。他接着在书中提出了一个基于互助和自愿合作的更加去中心化的经济体系，同时宣稱这种体系的趋势在演化和人类社会中均已存在。
《面包与自由》已成为无政府主义政治文學的一部经典著作。其对西班牙内战和占领运动（如佔領華爾街）有着深刻影响。

## 背景
1886年，克鲁泡特金在一些知名左翼知识分子、捐赠者和支持者的帮助下从法国监狱获释。克鲁泡特金担忧亚历山大二世遇刺后笼罩欧洲大陆的无政府主义恐慌会对他造成影响，同时希望将更多的时间放在理论创作和为其革命理想进行论证上，于是在同年移居伦敦。在米哈伊尔·亚历山德罗维奇·巴枯宁于1876年去世及第一国际的无政府主义者与马克思主义者分裂后，无政府主义者需要一位杰出且受人尊敬的理论家来解释他们的思想。克鲁泡特金希望以一种能够明确区分无政府主义者和马克思主义者的方式准确地阐释无政府共产主义，同时也帮助纠正他所认为的巴枯宁的集体无政府主义思想中存在的缺陷。带着这个目标，克鲁泡特金在伦敦花了大量时间撰写了多部书籍和小册子，其间还到美国和加拿大进行国际演讲。也正是在这段时间里他完成了试图达成这一目标的最知名的著作，《面包与自由》。
克鲁泡特金最初用法语写了这些文字，并将其发表在他任基层编辑的法国期刊《革命》上。在法国出版后，克鲁泡特金又在伦敦的无政府主义刊物《自由》上发表了英文的连载版本。这些文集随后被搜集起来编成了一本完整的书，并随后于1892年和1907年分别在法国和英国出版。
该书是无政府主义史上的一个分水岭，其是第一本试图完整而深入地介绍无政府共产主义理论的著作。该书的出版将无政府主义的重点从个人主义、互助论和集体主义的倾向转移到社会主义和共产主义的倾向上。这一转变是無政府主義历史上最长久的变化之一，无政府主义在整个20世纪的发展都以克鲁泡特金和《面包与自由》作为基本的参照物。

## 概述

### 第一至三章：安乐的权利
在前三章中，克鲁泡特金争辩所有的知识和有用的财产都应由全体人类共同所有，因为这些财产本就是由集体劳动的成果。克鲁泡特金并不主张工人的劳动产品应属于工人自己，相反，克鲁泡特金认为，每个人都依赖于他们的前人以及那些在他们周围建立世界的人的智力和体力劳动，所以每件产品本质上都是所有人一起劳动的共同成果。因此，克鲁泡特金宣称，每人都应享有基本的安乐权，因为每个人都对集体的社会产品有所贡献：
什么“作工的权利”什么“把各人的劳动结果的全部给个人”，这种空泛的方式，早用不着了。我们主张的是：安乐的权利；万人的安乐！
克鲁泡特金在书中继续论证，阻碍人类要求这一权利的核心障碍是国家对私有财产的暴力保护。克鲁泡特金将这种关系比作封建制度，说即使形式发生了变化，有产者和无产者之间的基本关系与封建领主和他们的农奴之间的关系是一样的。克鲁泡特金呼吁摧毁国家，将所有财产征为公有财产，同时实现所有人的安乐权。

### 第四至十一章：无政府共产主义社会
在整本书的中间部分，克鲁泡特金描绘了一幅他认为的无政府共产主义社会中可能出现的画面。他指出，现代工业社会在食品、服装和住房方面已达到了极高的生产力水平，他用这一点来论证无政府共产主义社会的可行性。克鲁泡特金认为，现代工业社会为所有人生产的必需品已经绰绰有余；如果这些必需品得到适当的分配，就不会有人有任何未满足的需求。克鲁泡特金进一步认为，在生产力水平如此之高的情况下，人们每天的劳动时间不应超过5个小时，而且他们应该尽可能地减少劳动时间，让他们有更多的自由时间去进行创新，以进一步减少他们的劳动时间和劳动成本。
在这一节的末尾，克鲁泡特金讨论了奢侈品的问题，承认更美好的生活中仍不可缺少奢侈品，并肯定即使生产被纳入共同需求的范畴，奢侈品仍会被生产。克鲁泡特金举了一个钢琴与钢琴家的例子：钢琴家可以加入制造钢琴的木匠集体，每天花若干半日的闲暇协助制造钢琴，过不了多久便可得到他梦寐以求的钢琴。克鲁泡特金认为，这种集体生产系统可以在生产必需品的基础上生产必要的奢侈品，最终使每个人都能过上富足的生活。

### 第十二章至第十七章：反对论与结论
在最后几章中，克鲁泡特金列出了他能想到的对其理论的突出非难意见，以及他对这些意见的回应。他首先指出，许多批评者会认为人类本性懒惰，即使只是为生活必需品工作5个小时也不会心甘情愿地工作。克鲁泡特金反驳道在从事自己喜欢的工作，有必要的自由时间，保证物质供给稳定的基础上，人们会心甘情愿地在集体花园或集体服装厂工作。
克鲁泡特金在书的临近结尾处谨慎地告诫人们不要对工业进行国家式的集权，同时警告人们小心更专制形式的社会主义，并声称任何革命都必须保证工人和革命者的面包和自由。他以一个关于农业的长章节结尾，惊叹于人类培育和推进农业生产的多种方式，梦想着可以用这些方式来养活全体人类，保证全体人类的健康和幸福生活。

## 反响
《面包与自由》对无政府主义产生了巨大的影响，其为整个二十世纪的无政府主义发展、理论和实践提供了基础，尤其对西班牙内战中的无政府主义民兵组织有着深刻影响。在苏联的马克思列宁主义政体失败后，一些思想家认为克鲁泡特金在这本书中预言了工业集中化后带来的种种困难及对人权的侵犯。
2007年－2008年環球金融危機及随后的占领运动后，《面包与自由》再度引起人们的重视。占领运动的思想领袖之一大卫·格雷伯曾直接引述《面包与自由》中的句子以表述占领运动的抗议者试图创造的世界。2015年，大卫·普里斯特兰在《衛報》的一篇文章中呼吁在西方重新审视克鲁泡特金和《面包与自由》，同时指出苏联解体和2007年－2008年環球金融危機都印证了克鲁泡特金的正确。
2018年，一群組織松散的YouTube左翼内容创作者在这本书的影响下创办了BreadTube。